# Karel Růžička starší
Karel Růžička (2. června 1940 Praha – 26. září 2016 Praha) byl český klavírista, jazzový hudebník, hudební skladatel a pedagog. Na pražské konzervatoři vystudoval hru na bicí nástroje a hru na klavír. V sedmdesátých letech hrál v souboru Luďka Hulana, později působil v dalších českých jazzových orchestrech. 

## Život
Po absolutoriu vojenské služby čtyři sezony působil v orchestru Divadla Semafor, který vedl Ferdinand Havlík, druhou půlku šedesátých let strávil z popudu Karla Krautgartnera v Jazzovém orchestru Československého rozhlasu. V sedmdesátých letech hrál v souboru Jazz Celula Laca Decziho, později se souborem SHQ Karla Velebného. Zároveň s tím velmi často pohostinsky vystupoval i nahrával s jazzovými sólisty (Rudolf Dašek, George Mraz, Jiří Stivín, Rudolf Rokl) a orchestry (Pražský bigband Milana Svobody, Orchestr Gustava Broma, finským a dánským rozhlasovým orchestrem atd. apod.).
Jednalo se i o hudebního skladatele a pedagoga, který vyučoval skladbu a hru na klavír na Konzervatoři Jaroslava Ježka a na Akademii múzických umění v Praze. Byl ředitelem Letní jazzové dílny Karla Velebného ve Frýdlantě. Jako skladatel působil i v oblasti vážné hudby, komponoval vokální hudbu, komorní hudbu i skladby symfonické.
Jeho syn Karel Růžička mladší je také jazzovým hudebníkem, žijícím v USA.

## Citát

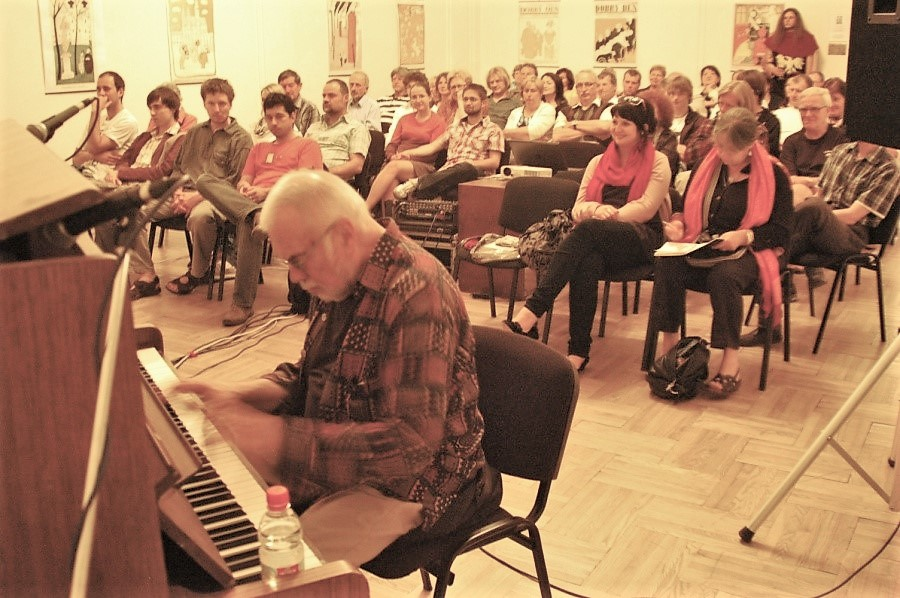
Růžička koncertuje v Muzeu umění Benešov v rámci cyklu Osobnosti jazzu.

| „            | Odešel...Geniální skladatel, pianista, laskavý člověk, zábavný a milý přítel. Jeho hravá a invenční sóla nás v klubech vždy přiváděla do dobré nálady. Když se mu nějaký jazzový fórek obzvlášť povedl a publikum zatleskalo, obrátil se na nás s nezapomenutelným lišáckým úsměvem. | “ |
| — Jiří Slíva | |   |

## Diskografie
- 1968 Jazzové piano (Supraphon)
- 1972 Karel Růžička +9 (Panton)
- 1973 Jazzové nebajky (Panton)
- 1978 Klávesová konkláva (Supraphon)
- 1979 Ozvěny (Supraphon)
- 1981 Zahrada radosti (Panton)
- 1991 Fata Morgana (Arta)
- 1993 Going Home (Arta)
- 1994 Celebration Jazz Mass (Supraphon)
- 1995 Con Alma (P&J Music)
- 1995 Flight (Melantrich)
- 1995 Nikdy nejsi sám (Český rozhlas)
- 2001 Pierrot (Arta)
- 2008 Cesty - Ways (Český rozhlas)
- 2008 Soul Serenade (Kummer-Ruzicka)
- 2010 Jazz na Hradě (Multisonic)
- 2010 Live (Český rozhlas)
- 2010 Along Came Benny (Arta)

## Ocenění
- 1976–9 Concours International de Compositions de Themes de Jazz Monaco
- 1989 Cena Ministra kultury
- 1993 Česká Grammy
- 1993 Česká jazzová společnost (album roku)
- 2000 Cena Gustava Broma